# Manfred Weber (Ökonom)
Manfred Weber (* 18. Dezember 1950 in Altenkofen) ist ein deutscher Finanzwissenschaftler und war bis September 2010 geschäftsführender Vorstand des Bundesverbandes deutscher Banken.
Nach seinem Diplom in Volkswirtschaftslehre 1975 war Weber wissenschaftlicher Mitarbeiter an der Universität Frankfurt am Main, wo er 1981 mit einer Arbeit über Schlüsselzuweisungen promovierte. Anschließend war er für die Deutsche Bundesbank tätig, zunächst in der Hauptabteilung Volkswirtschaft und ab 1986 als Büroleiter des Bundesbank-Vizepräsidenten. 1991 wechselte er nach Basel in die Währungs- und Wirtschaftsabteilung der Bank für Internationalen Zahlungsausgleich. 1992 wurde er Hauptgeschäftsführer des Bundesverbandes deutscher Banken, seit 1997 als Vorstandsmitglied. Im März 2010 verkündete er seinen vorzeitigen Rücktritt.
2004 bestellte ihn die Universität Potsdam zum Honorarprofessor an ihrer Wirtschafts- und Sozialwissenschaftlichen Fakultät.

## Publikationen (Auswahl)
- Staatsverschuldung – ohne Ende? Darmstadt 1993 (zusammen mit Helmut Schlesinger und Gerhard Ziebarth)
- Europa auf dem Weg zur Währungsunion. Darmstadt 1991 (Hrsg.)
- Der öffentliche Auftrag von Sparkassen ist überholt. In: Orientierungen zur Wirtschafts- und Gesellschaftspolitik, ISSN 0724-5246, Ludwig-Erhard-Stiftung, Bonn, 3/2004.
- Die Tobin-Steuer – ein geeigneter „Dompteur“ der Globalisierung?, in: Wertpapiermitteilungen Nr. 1/2001.